# South Yorkshire

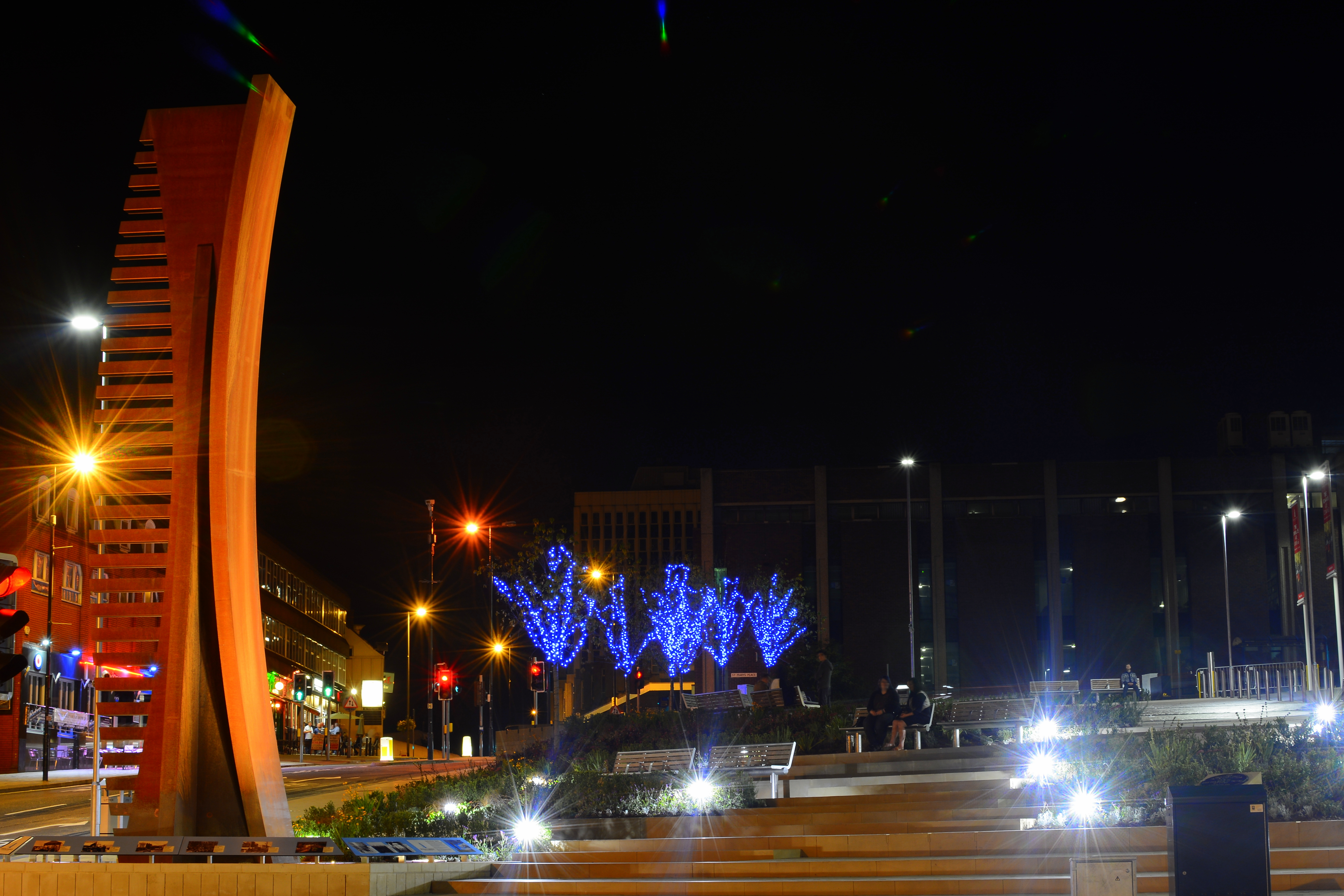
A cidade de Barnsley.

South Yorkshire é um condado metropolitano localizado na região Yorkshire and Humber, Inglaterra e sua criação ocorreu em 1974. É dividido em quatro distritos de governo local: a cidade de Sheffield e os "boroughs" 
metropolitanos de Doncaster, Barnsley, e Rotherham. South Yorkshire possui fronteiras com os condados vizinhos de Derbyshire, West Yorkshire, North Yorkshire, East Riding of Yorkshire, Lincolnshire, e Nottinghamshire. Sua área é de 155.205 hectares.
As principais cidades do condado cresceram em volta das industrias de mineração e siderurgia, explorando os depósitos locais de carvão e minério de ferro. 